# Orage (film, 1938)
Pour les articles homonymes, voir Orage (homonymie).
Pour plus de détails, voir Fiche technique et Distribution.
Orage est un film français réalisé par Marc Allégret et sorti en 1938.

## Synopsis
André Pascaud est l’époux attentionné de Gisèle, dont le jeune frère, Gilbert, est amoureux désespéré d'une étudiante, Françoise Massard qui ne répond pas à ses lettres. André devant se rendre à Paris, Gilbert le supplie d'aller voir Françoise pour plaider sa cause. André accepte, rencontre Françoise et tombe amoureux à son tour de la belle, perpétuellement en quête du grand amour au gré de relations sentimentales hasardeuses.

Mais lorsque Françoise apprend que le couple légitime attend un enfant, elle se tue.

## Fiche technique
- Titre original : Orage
- Réalisation : Marc Allégret
- Assistants-réalisation : Marcel Martin, Jean Huet
- Scénario : Marcel Achard et Hans G. Lustig d'après la pièce de théâtre d’Henry Bernstein, Le Venin (1927)
- Dialogues : Marcel Achard
- Photographie : Armand Thirard
- Cadrages : Louis Née
- Son : Marcel Courmes
- Montage : Yvonne Martin
- Décors : Serge Piménoff assisté de Robert Hubert
- Musique : Georges Auric
- Photographe de plateau : Raymond Voinquel
- Intérieurs : Studios de Billancourt (Boulogne-Billancourt) et Studios de Joinville (Joinville-le-Pont)
- Tournage extérieur : Paris, Marseille, Martigues, Port-de-Bouc.
- Production : André Daven, Robert Le Bon
- Société de production : Productions André Daven
- Société de distribution : Alliance Cinématographique Européenne (ACE)
- Pays de production :  France
- Langue de tournage : français
- Format : noir et blanc — 35 mm — 1:37.1 — Son Monophonique (Western Electric)
- Genre : Comédie dramatique
- Durée : 98 minutes
- Dates de sortie : 
  - France : 12 janvier 1938
  - États-Unis : 11 décembre 1938

## Distribution
- Charles Boyer : André Pascaud
- Michèle Morgan : Françoise Massard
- Lisette Lanvin : Gisèle Pascaud
- Jean-Louis Barrault : « L'Africain »
- Michel Vitold : Georges
- Robert Manuel : Gilbert Pascaud
- Janine Darcey : la serveuse
- Léon Arvel : le directeur du cercle
- Charlotte Barbier-Krauss : la mère de Georges
- Jean Joffre : le père de Georges
- Françoise Brienne : la bergère
- Charles Chevalier : le gamin
- Paul Faivre : le facteur
- René Génin : le chef de gare
- Jean Hugues : Olivier
- Bernard Lajarrige : un copain
- Jane Lory : la concierge
- Georges Pally : le garçon de café
- Denise Pezzani : Rosine
- Henri Pons : Vermorel
- Elisa Ruis : la soubrette
- Georges Vitray : le directeur de la compagnie navale
- Lucien Walter : Mortimer
- Jean Buquet
- Grégoire Chabas
- Georges Clarins
- Robert Darène
- Paul Forget
- Frédéric Mariotti
- Claude Marty
- Jacques Mattler
- Albert Montigny
- Claude Roy
- André Siméon
- Jacques Vitry